# Церковь Ильи Пророка (Здемирово)
Церковь Ильи Пророка — православная церковь, построенная в 1829 году в селе Здемирово Красносельского района Костромской области. Церковь расположена в 37 километрах от города Костромы. Является главной достопримечательностью села.

## История и архитектура храма
Церковь Ильи Пророка в селе Здемирово Красносельского района Костромской области была построена в 1829 году на деньги московского купца Ивана Емельянова, а также на пожертвования прихожан. Церковь имеет два престола. Первый престол находится в летнем храме в честь пророка Божия Ильии, а второй находится в зимнем храме в честь Казанской иконы Божьей Матери. Церковь обнесена оградой, а внутри ограды расположено кладбище. В советские годы церковь не закрывалась. В 2007 году в церкви начались реставрационные работы. В 2009 году храму подарили малый набор колоколов. В 2011 году работы над фасадом церкви завершены, внутри храма ведутся работы по восстановлению внутреннего убранства и иконостаса.

## Святыни и предания храма

### Казанская Икона Божьей Матери
Главная святыня села — это икона Казанской Божьей Матери, которая расположена в иконостасе зимней церкви.

### Каменная плита
В селе рассказывают историю, которая связана с основанием храма и основанием села. Во время постройки церкви под алтарём была найдена каменная плита, которая гласила, что на этом месте заключён мир с врагами. Именно поэтому село, в котором находится храм, носит название Здемирово.

## Духовенство
- Настоятель храма — иерей Михаил Розин,
- диакон Николай Розин[1].

## Галерея

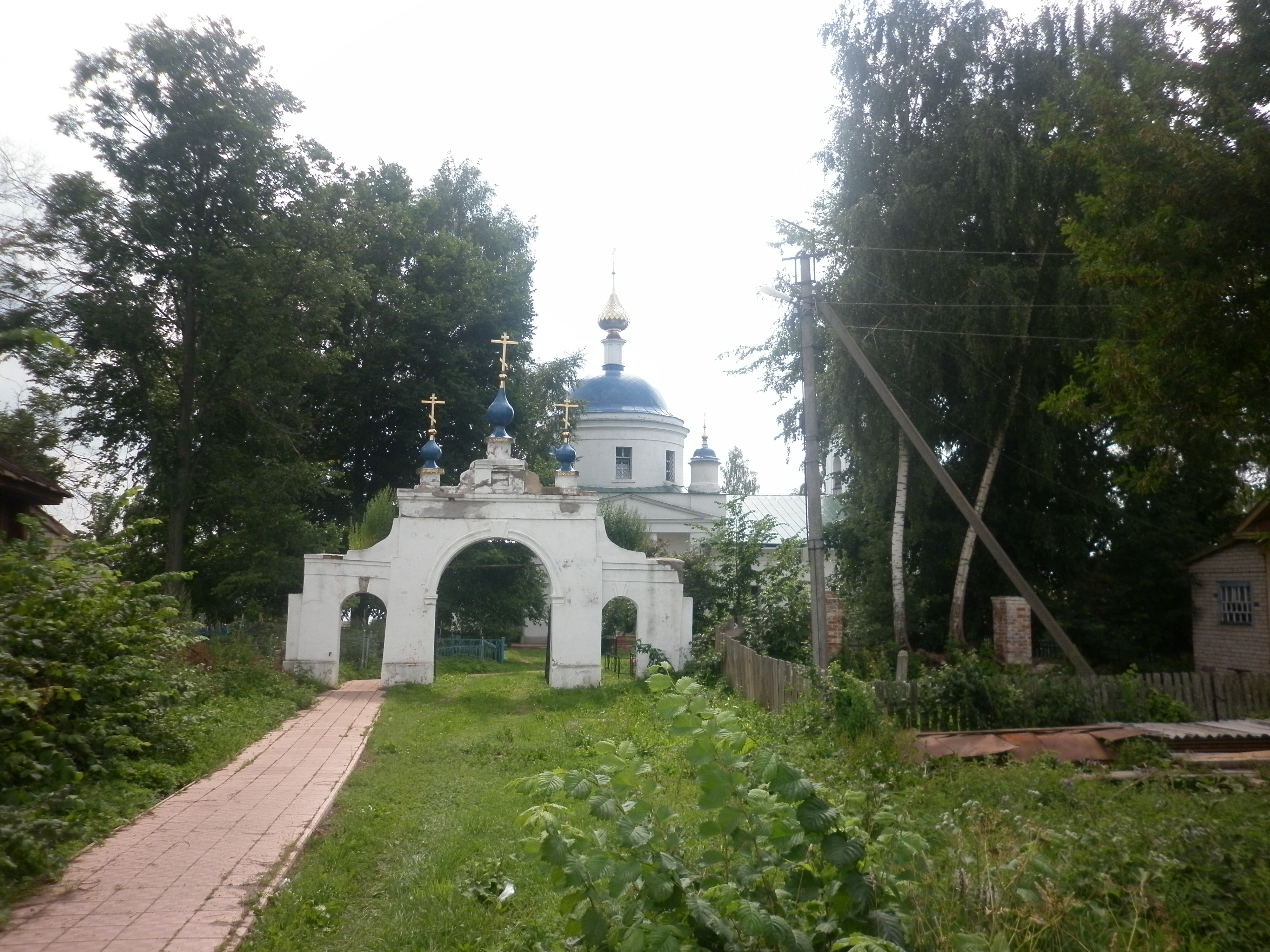
Вид на церковь Ильи Пророка со стороны главной площади села
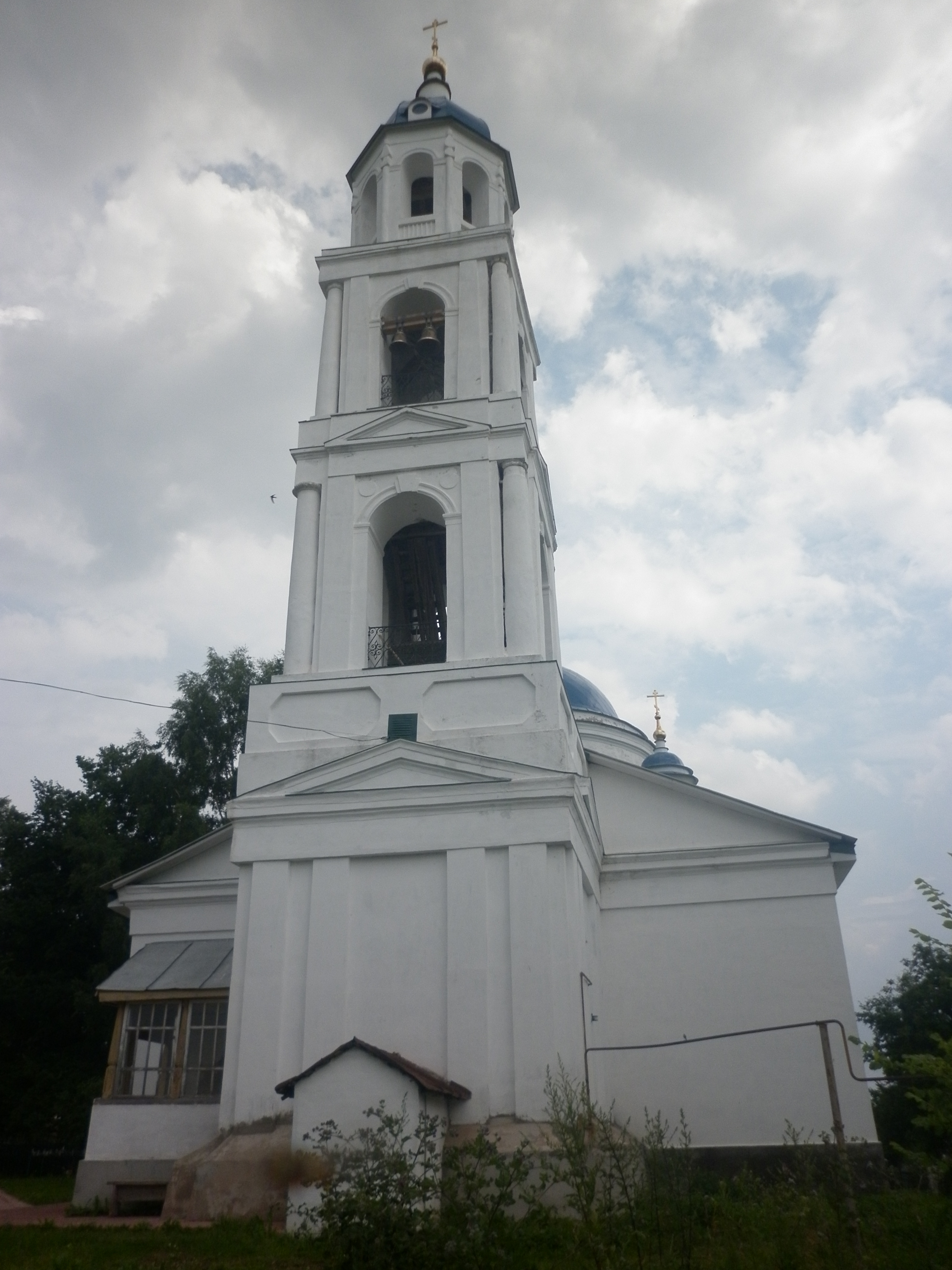
Колокольня храма
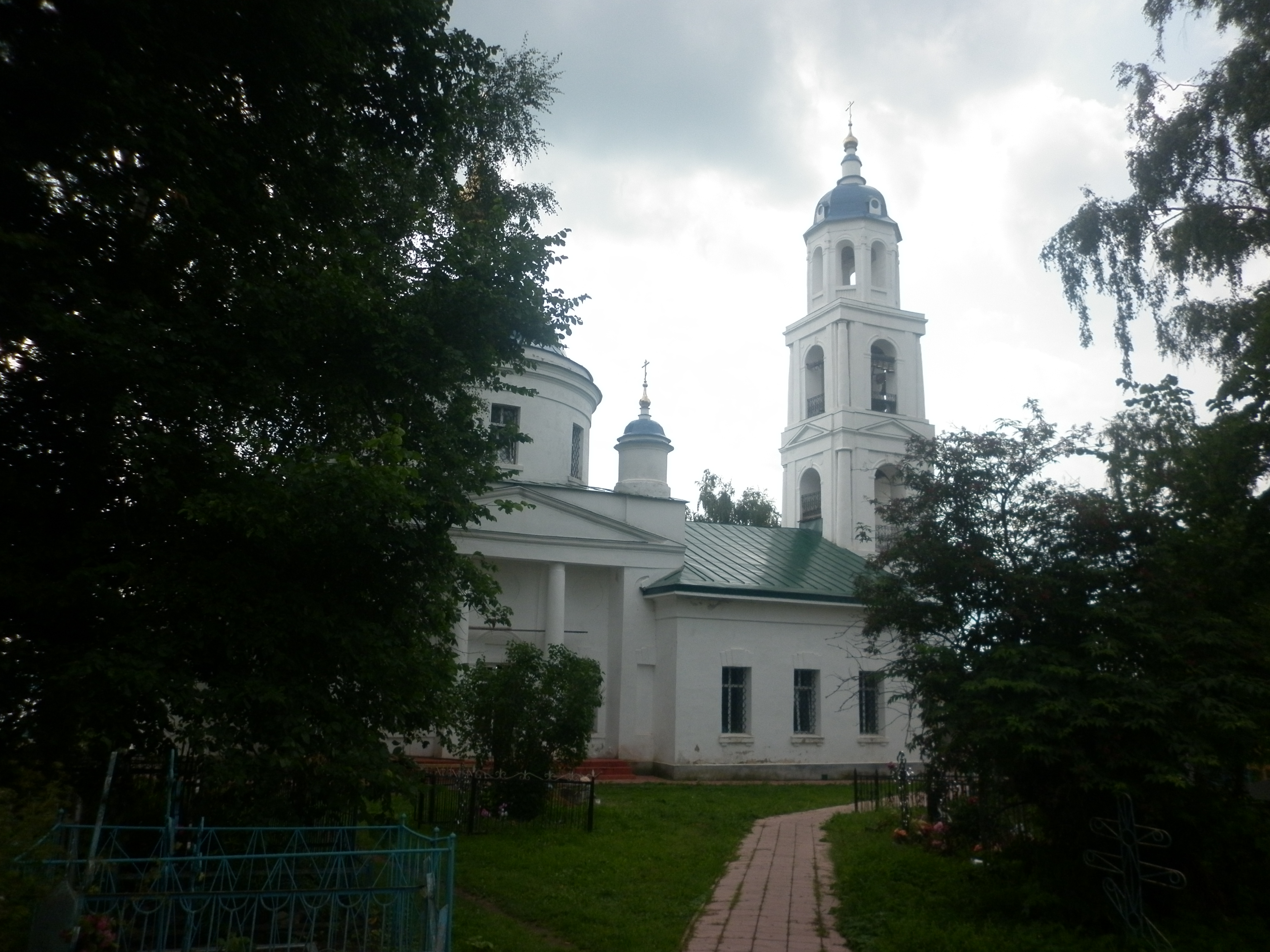
Внутри ограды

## Примечание
1. ↑  Храм Илии пророка, с.Здемирово. www.kostromamitropolia.ru. Дата обращения: 20 ноября 2021. Архивировано 20 ноября 2021 года.